# Borja (nombre)
Borja es un nombre propio masculino de origen aragonés, de la población celtíbera ya registrada en el siglo V a. C. "Bursau", el cual derivó a "Bursao" y posteriormente a "Borja" en aragonés y en español. La nobleza proveniente de Borja, como San Francisco de Borja, popularizó el nombre del lugar usándolo como apellido, tal como sucedió también con la Casa de Borja o Borgia.

## Santoral
3 de octubre: San Francisco de Borja, presbítero jesuita, duque de Gandía y virrey de Cataluña.